# Azarbaijan

Områdets belägenhet i Iran.

Azarbaijan (sydazerbajdzjanska och persiska: آذربایجان, Azarbayjan), eller Iranska Azerbajdzjan, även Sydazerbajdzjan, är ett landskap i nordvästra Iran. Det är den södra och iranska delen av det historiska området Azerbajdzjan, som 1828 delades mellan Persien (nuvarande Iran) och Ryssland. I den andra delen, norr om gränsfloden Aras, ligger den sedan 1991 självständiga republiken Azerbajdzjan.
Azarbaijan omfattar 83 100 km² med 7,2 miljoner invånare (2017). Befolkningen är i huvudsak azerer som talar azerbajdzjanska, men här lever även armenier, kurder och en mindre del perser. För närvarande finns det mellan 16 och 25 miljoner azerier i Iran.
Landskapet består av de tre provinserna Ardabil, Östazarbaijan och Västazarbaijan. Ibland inkluderas även den intilliggande provinsen Zanjan. Tabriz, huvudorten för Östazarbaijan, är landskapets största stad. Andra stora städer är Urmia, Miandoab, Ardabil, Maragheh, Khoy, Maku, Marand och Zanjan.
Det historiska området för dagens Azarbaijan och republiken Azerbajdzjan tillhörde det persiska riket under en lång period, fram till Turkmenchayfördraget 1828 mellan Ryssland och Persien. 
Efter att Iran under andra världskriget ockuperats av Sovjetunionen och Storbritannien, bildades här under sovjetiskt beskydd ett azerbajdzjanskt självstyre med kommunisten Jafar Pishevari som ledare. Självstyret varade mellan november 1945 och november 1946, och under den tiden genomdrevs många förändringar, till exempel en jordreform, byte av myndighetsspråk från persiska till azerbajdzjanska och införande av ett nytt rätts- och utbildningssystem. Alla dessa åtgärder sågs med misstro av den iranska regeringen, som i självstyret såg ett hot mot dess territoriella integritet. Självstyret upplöstes när ockupationen upphörde och den iranska armén återtog kontrollen över hela landet.